# Sonnenfinsternis vom 14. Oktober 2023
Die ringförmige Sonnenfinsternis spielte sich größtenteils über Nord-, Mittel- und Südamerika ab.
Das Maximum der Finsternis lag in Zentralamerika, dabei lag der Ort der größten Bedeckung vor der Ostküste Nicaraguas und der Ort der längsten Finsternisdauer knapp vor der Südküste Panamas. Dort lag die Dauer der ringförmigen Bedeckung bei 5 Minuten und 17 Sekunden, die Sonne stand 66,8° über dem Horizont.
Die Sonnenfinsternis gehört zum Saroszyklus 134 und ist die Nachfolgerin der Sonnenfinsternis vom 3. Oktober 2005.

## Verlauf

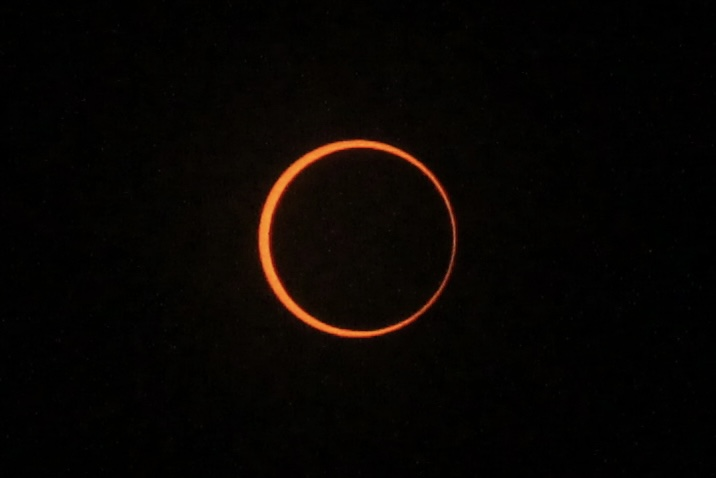
Ringförmige Sonnenfinsternis in Los Alamos, Vereinigte Staaten

Die Zone ringförmiger Sichtbarkeit erreichte die Erde zuerst im östlichen Pazifik bei 146° 14′ westlicher Länge und 49° 14′ nördlicher Breite um 16h 12m UT. Auf dem Weg nach Südosten traf der Schatten bei Coos Bay auf die Küste der USA. Im Anschluss überquerte der Schattenpfad das Festland und dabei die amerikanischen Bundesstaaten Oregon, Nevada, Utah, New Mexico und Texas. Danach durchlief er den westlichen Golf von Mexiko, die Halbinsel Yucatán und das nordöstliche Honduras, lief an der Küste Costa Ricas vorbei, überquerte westlich des Panamakanals die Landenge von Panama und zog über den Ozean weiter nach Kolumbien. Der Schatten zog nach der kolumbianischen Küste durch dünn besiedelte Gebiete zunächst über die Anden und dann entlang des Rio Solimões in Brasilien, wo er erst in den nordöstlichen Bundesstaaten wieder dichter besiedelte Gebiete erreichte. Hier stand die Sonne jedoch bereits sehr dicht über dem Westhorizont. Der Mondschatten verließ bei 29° 46′ westlicher Länge und 5° 46′ südlicher Breite um 19h 46m UT kurz vor der brasilianischen Ostküste die Erde wieder.
Die Zone der ringförmigen Sichtbarkeit berührte viele Nationalparks und weitere Schutzgebiete. In den USA Crater Lake, Great Basin, Capitol Reef, Canyonlands und Padre Island, in Panama Santa Fe, Omar Torrijos, Sarigua, in Kolumbien Uramba, Cordillera de los Picacho, Serranía de la Macarena, Chiribiquete, in Brasilien Jaú, Amazônia, Jamanxim, Serra do Pardo.
Etwa 100 km westlich der texanischen Stadt Austin, nahe dem Ort Vanderpool im Bandera County, lag der Kreuzungspunkt zur Zentrallinie der totalen Sonnenfinsternis vom 8. April 2024, so dass hier im Abstand von weniger als 6 Monaten zwei zentrale Sonnenfinsternisse zu sehen sind. Für Albuquerque war diese Finsternis die zweite ringförmige Sonnenfinsternis innerhalb von 11 Jahren, hier wurde der Schattenpfad der Sonnenfinsternis vom 20. Mai 2012 gekreuzt.

## Orte in der Zone der ringförmigen Sichtbarkeit
| Land      | Ort                  | Dauer  | Uhrzeit (UT) | Bemerkung                                                                      |
| --------- | -------------------- | ------ | ------------ | ------------------------------------------------------------------------------ |
| USA       | Coos Bay             | 4m 00s | 16h 18m      | erster Kontakt mit Land                                                        |
| USA       | Eugene               | 3m 54s | 16h 19m      |                                                                                |
| USA       | Medford              | 1m 13s | 16h 19m      | am Rand der ringförmigen Zone                                                  |
| USA       | Elko                 | 4m 18s | 16h 25m      |                                                                                |
| USA       | Albuquerque          | 4m 50s | 16h 37m      |                                                                                |
| USA       | Santa Fe             | 2m 49s | 16h 37m      | am Rand der ringförmigen Zone                                                  |
| USA       | Roswell              | 4m 41s | 16h 41m      |                                                                                |
| USA       | Odessa               | 4m 48s | 16h 45m      |                                                                                |
| USA       | Vanderpool           | 4m 59s | 16h 52m      | Kreuzungspunkt zur Zentrallinie der totalen Sonnenfinsternis vom 8. April 2024 |
| USA       | San Antonio          | 4m 24s | 16h 54m      |                                                                                |
| USA       | Corpus Christi       | 5m 02s | 16h 58m      |                                                                                |
| Mexiko    | Campeche             | 4m 33s | 17h 25m      |                                                                                |
| Belize    | Belize City          | 5m 11s | 17h 34m      |                                                                                |
| Honduras  | La Ceiba             | 5m 11s | 17h 41m      |                                                                                |
| Honduras  | Catacamas            | 5m 15s | 17h 45m      |                                                                                |
| Panama    | Santiago de Veraguas | 4m 09s | 18h 12m      |                                                                                |
| Kolumbien | Cali                 | 3m 44s | 18h 33m      |                                                                                |
| Kolumbien | Neiva                | 5m 09s | 18h 37m      |                                                                                |
| Brasilien | Araguaína            | 4m 09s | 19h 39m      |                                                                                |
| Brasilien | Juazeiro do Norte    | 3m 52s | 19h 45m      | nur noch ca. 10° über dem Horizont                                             |
| Brasilien | Campina Grande       | 3m 04s | 19h 46m      | nur noch ca. 7° über dem Horizont                                              |
| Brasilien | Natal                | 3m 32s | 19h 45m      | nur noch ca. 6° über dem Horizont                                              |

Die Städte Tegucigalpa, Panama-Stadt, Bogotá, Manaus und die nordöstliche Küste von Costa Rica wurden von der Zone der ringförmigen Sichtbarkeit knapp verfehlt.